# Chevigney-lès-Vercel
Chevigney-lès-Vercel è un comune francese di 129 abitanti situato nel dipartimento del Doubs nella regione della Borgogna-Franca Contea.

## Società

### Evoluzione demografica
Abitanti censiti